# Roodsnavelmeeuw
De roodsnavelmeeuw (wetenschappelijke naam: Chroicocephalus novaehollandiae scopulinus, synoniem: Larus scopulinus; Engels: red-billed gull of mackerell gull; Maori: tarapunga of akiaki) is een ondersoort van de witkopmeeuw die voorkomt op Nieuw-Zeeland en omliggende eilandengroepen zoals de Chathameilanden en de Sub-Antarctische eilanden.

## Kenmerken
De roodsnavelmeeuw is een redelijk kleine meeuw met een lichaamslengte van ongeveer 37 cm en een spanwijdte van ongeveer 95 cm. Het gewicht van een volwassen dier zit meestal tussen de 250 en 350 gram. De wijfjes zijn gemiddeld iets kleiner dan de mannetjes en hebben ook een kleinere snavel. Er is geen verschil in de tekening van mannetjes en vrouwtjes.
Volwassen dieren hebben een geheel witte kop, staart en buik. De rug en bovenzijde van de vleugels is lichtgrijs. De staartveren zijn overwegend zwart met witte, diagonaal verlopende vlekken. De snavel en poten hebben een opvallende rode kleur. De ogen zijn lichtgeel met een rode ring.
Juvenielen onderscheiden zich in het eerste levensjaar van de volwassen dieren door rijen donkerbruine vlekken over de vleugels. Ook zijn de ogen van jongere dieren donkerder van kleur.

## Levenswijze
Net als andere meeuwen is de roodsnavelmeeuw zowel predator, aaseter als kleptoparasiet. Roodsnavelmeeuwen leven tijdens het broedseizoen van krill, andere kleine kreeftachtigen, regenwormen, insecten en kleine visjes. Buiten het broedseizoen is het dieet gevarieerder en kunnen ze ook menselijke vuilnisbelten bezoeken. Ze stelen wel voedsel van andere zeevogels. Bij uitzondering kunnen ze ook bessen eten.
Roodsnavelmeeuwen vormen langdurige broedparen. Normaal gesproken proberen de dieren te broeden op of nabij de eigen geboorteplek. De voortplantingstijd begint in juli (op het zuidelijk halfrond is dit midden in de winter) en de eieren worden tussen september en december gelegd. Roodsnavelmeeuwen broeden zowel in kolonies als solitair. Er worden tussen de 1 en 5 eieren gelegd, de meeste nesten bestaan uit 2 eieren. Het duurt 22 tot 26 dagen voor de eieren uitgebroed zijn en daarna kunnen de jongen binnen 28 tot 35 dagen uitvliegen.

## Taxonomie
Tot 2005 werd de roodsnavelmeeuw meestal bij het geslacht Larus ingedeeld. Omdat dit geslacht polyfyletisch bleek te zijn, is de oude geslachtsnaam Chroicocephalus weer in gebruik geraakt.
Op de IOC World Bird List staat de roodsnavelmeeuw als ondersoort van de in Australië levende witkopmeeuw (Chroicocephalus novaehollandiae). De twee soorten lijken uiterlijk sterk op elkaar.

## Status
De witkopmeeuw is geen bedreigde soort en ook deze ondersoort heeft geen aparte vermelding op de Rode Lijst van de IUCN.